# Dette publique de la Grèce
La dette publique de la Grèce est l'ensemble des titres et obligations émis par l'État grec et d'autres organisations publiques qui en dépendent directement, notamment la Banque de Grèce. Le montant de cette dette a conduit à une crise de la dette publique grecque. 

## Répartition par débiteurs
Répartition de la dette souveraine grecque par secteur (valeurs de chaque quatrième trimestre annuel de 2008 à 2009, exprimées en millions d'euros)
- État central
(long terme)
- État central
(court terme)
- Banque centrale de Grèce
(long terme)
- Banque centrale de Grèce
(court terme)
- Institutions de dépôt
(long terme)
- Institutions de dépôt
(court terme)
- Autres secteurs
(long terme)
- Autres secteurs
(court terme)
- Investissement direct,
prêt inter-établissements

Répartition de la dette souveraine grecque par durée (valeurs de chaque quatrième trimestre annuel de 2008 à 2009, exprimées en millions d'euros)
- Long terme
- Court terme